# Thailändische Badmintonmeisterschaft 1969
Die Thailändische Badmintonmeisterschaft 1969 fand in Bangkok statt. Es war die 18. Austragung der nationalen Meisterschaften von Thailand im Badminton.

## Titelträger
| Disziplin    | Sieger                                 |
| ------------ | -------------------------------------- |
| Herreneinzel | Sangob Rattanusorn                     |
| Dameneinzel  | Thongkam Kingmanee                     |
| Herrendoppel | Thonchai Pongpoon Singha Siribanterng  |
| Damendoppel  | Thongkam Kingmanee Pachara Pattabongse |
| Mixed        | Bandid Jaiyen Sumol Chanklum           |

Anmerkungen
Die genannten Quellen listen ausgenommen dem Herreneinzel in allen Disziplinen unterschiedliche Sieger. Das Handbook führt Pachara Pattabongse im Dameneinzel, Pornchai Sakuntaniyom und Chirasak Champakao im Herrendoppel, Thongkam Kingmanee und Sumol Chanklum im Damendoppel sowie Bandid Jaiyen und Pachara Pattabongse im Mixed als Meister.

## Referenzen
- Annual Handbook of the International Badminton Federation, London, 29. Auflage 1971, S. 303–304.
- badmintonthai.or.th (Memento vom 27. März 2009 im Internet Archive)